# Janiszewice (gromada w powiecie sieradzkim)
Janiszewice – dawna gromada, czyli najmniejsza jednostka podziału terytorialnego Polskiej Rzeczypospolitej Ludowej w latach 1954–1972.
Gromady, z gromadzkimi radami narodowymi (GRN) jako organami władzy najniższego stopnia na wsi, funkcjonowały od reformy reorganizującej administrację wiejską przeprowadzonej jesienią 1954 do momentu ich zniesienia z dniem 1 stycznia 1973, tym samym wypierając organizację gminną w latach 1954–1972.
Gromadę Janiszewice siedzibą GRN w Janiszewicach utworzono – jako jedną z 8759 gromad na obszarze Polski – w powiecie sieradzkim w woj. łódzkim, na mocy uchwały nr 38/54 WRN w Łodzi z dnia 4 października 1954. W skład jednostki weszły obszary dotychczasowych gromad Janiszewice, Ochraniew, Opiesin, Gajewniki wieś, Gajewniki kolonia, Wymysłów i Suchoczasy ze zniesionej gminy Zduńska Wola w tymże powiecie. Dla gromady ustalono 25 członków gromadzkiej rady narodowej.
Gromadę zniesiono 1 lipca 1968, a jej obszar wszedł w skład nowo utworzonej gromady Zduńska Wola (z tymczasową siedzibą GRN w Janiszewicach) w tymże powiecie.